# ايلا رومبف
ايلا رومبف (بالألمانية:Ella Rumpf) هي ممثلة فرنسية سويسرية، وُلدت في الرابع من فبراير لعام 1995 في باريس.

## حياتها
وُلدت ايلا في باريس لأب سويسري وأم فرنسية ونشأت في زيورخ. ظهرت للمرة الأولى في عام 2011 في دور صغير في فيلم الصيف في الخارج (Draussen ist Sommer.) للمخرجة الألمانية فريدريكا ينس؛ مما شجعها على الالتحاق بمعهد جاليز فوريمن للتمثيل في لندن من عام 2013 وحتى عام 2015 و العمل في مجال التمثيل.
حصلت في عام 2014 على دور رئيس في الفيلم الحائز على العديد من الجوائز حرب (Chrieg) الذي أخرجه الممثل السويسري سايمون جاجمونت، وفي الفيلم لعب ايلا دور إحدى الشخصيات الرئيسة (آلي). حصلت ايلا على أدوار ثانوية بعد اتمامها تدريبها المهني في مجال التمثيل مثل دورها في مسلسل تاتورت و فيلم روا-آكل لحوم البشر الفرنسي (der französische Kannibalen-Horrorfilm RAW )و فيلم فتاة النمر (Tiger Girl) من إخراج المخرج الألماني جاكوب لاس.

## أعمالها
| العمل                                                        | سنة الإصدار | الدور   |
| ------------------------------------------------------------ | ----------- | ------- |
| Draussen ist Sommer (الصيف في الخارج)                        | 2012        | ميا     |
| Chrieg (حرب)                                                 | 2014        | آلي     |
| Tatort: Kleine Prinzen(تاتورت، حلقة أمراء صغار)              | 2016        | أليكسيا |
| Grave (حفر)                                                  | 2016        | -       |
| Tiger Girl (فتاة النمر)                                      | 2017        | تيجر    |
| Für dich dreh ich die Zeit zurück(من أجلك يعود الزمن للوراء) | 2017        | هيلينا  |
| Die göttliche Ordnung (النظام الآلهي)                        | 2017        | هانا    |
| Asphaltgorillas (غوريلا)                                     | 2018        | ماريا   |

## الجوائز
- 2015: رُشحت ايلا لجائزة الفيلم السويسري عن فيلم حرب لفئة أفضل ممثل مساعد[6]

## وصلات خارجية
- ايلا رومبف على موقع IMDb (الإنجليزية)
- ايلا رومبف على موقع ميتاكريتيك (الإنجليزية)
- ايلا رومبف على موقع روتن توميتوز (الإنجليزية)
- ايلا رومبف على موقع قاعدة بيانات الأفلام العربية
- ايلا رومبف على موقع ألو سيني (الفرنسية)
- ايلا رومبف على موقع أول موفي (الإنجليزية)
- ايلا رومبف على موقع قاعدة بيانات الفيلم (الإنجليزية)
- ايلا رومبف على موقع ليتربوكسد (الإنجليزية)
- ايلا رومبف على موقع كينوبويسك (الروسية)
- معلومات عن ايلا رومبف على موقع Spielkind
- صفحة ايلا رومبف على موقعقاعدة بيانات الأفلام
- السيرة الذاتية لايلا رومبف على موقع filmportal.de